# 南華老仙
南華老仙（なんかろうせん、生没年不詳）とは、中国・戦国時代の思想家、荘子が死んで仙人になった姿と考えられている。

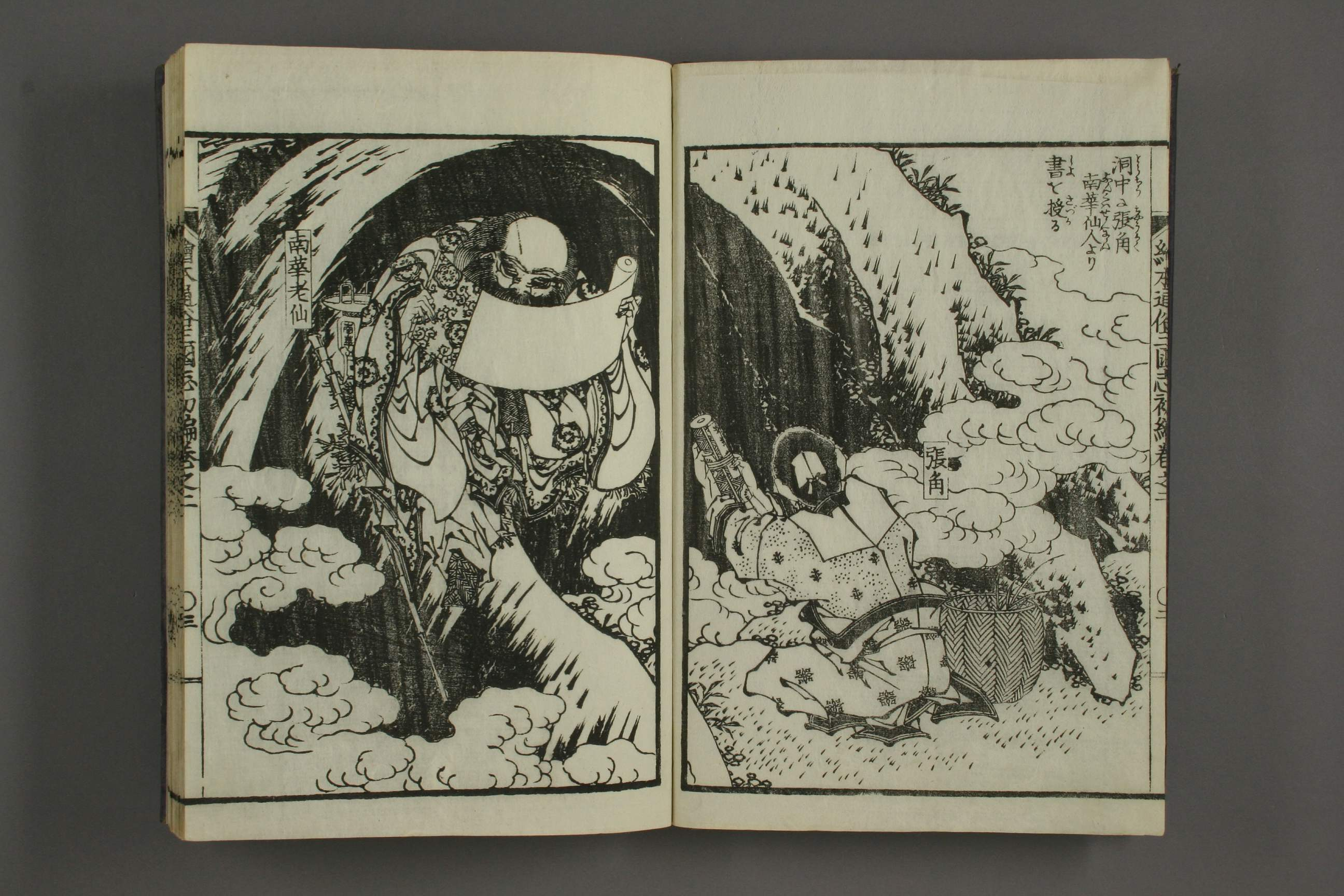
絵本通俗三国志

小説『三国志演義』では、漢王朝の腐敗に悩んでいる（または薬草摘みに山にでかけた）張角に、『太平要術の書』を「これを使って世直しをせよ。ただし、悪しきことに使えば天罰が下る」と言って授け去る。
この妖術を取得したことから張角は太平道を作り、黄巾の乱を起こすことになっている。
張角が病死しようとしているところにも現れ、張角に「悪しきことに使えば天罰が下る」ことを告げ、消える。
この直後に、張角は病死する設定となっている。